# Escher Wyss E 2/2
Die E 2/2 ist eine von Krauss & Comp. gebaute Nassdampflokomotive, die vom 2. Oktober 1907 bis zum 27. Februar 1966 bei der  Escher Wyss AG in Zürich als Werkslokomotive im Einsatz stand.
Von 1968 bis 1986 war sie in Oetwil am See, anschliessend bis 2008 in Bülach ausgestellt. 2008 wurde die nicht betriebsfähige Tenderlokomotive vom Locorama in Romanshorn übernommen und im Winter 2009/2010 mit einem neuen Anstrich versehen.